# Phalaenopsis fimbriata
Phalaenopsis fimbriata J.J.Sm., 1921 è una pianta della famiglia delle Orchidacee originaria del Sudest asiatico insulare.

## Descrizione
È un'orchidea di media taglia, a comportamento epifita ed occasionalmente litofita, come tutte le specie del genere Phalaenopsis a crescita monopodiale. Presenta un corto fusto avvolto da persistenti ed embricate guaine fogliari, portante foglie sub-erette, a forma da oblungo-ellittica a obovato-ellittica, con apice acuto oppure ottuso. La fioritura avviene normalmente in primavera, mediante un'infiorescenza racemosa o raramente paniculata che aggetta lateralmente, ricurva, lunga in media da 25 a 30 centimetri, lassa, ricoperta di brattee a forma triangolare e portante molti fiori. Questi sono grandi da 2,5 a 4 centimetri, si aprono simultaneamente, hanno consistenza carnosa e sono di colore bianco variegato di fucsia in petali e sepali (i petali sono più piccoli dei sepali), mentre il labello è trilobato coi lobi laterali rialzati, di colore rosso fucsia e con una caratteristica frangia bianca (da cui il nome della specie).

## Distribuzione e habitat
La specie è originaria  di Giava, Sumatra e del Borneo (Sarawak), dove cresce epifita sugli alberi di foreste collinari e montane, oppure litofita su rocce ricoperte di muschio, in zone ombreggiate ma occasionalmente interessate da sprazzi di sole, da 700 a 1300 metri di quota.

## Sinonimi
Polychilos fimbriata (J.J.Sm.) Shim, 1982

Phalaenopsis fimbriata var. sumatrana J.J.Sm., 1932

Phalaenopsis fimbriata var. tortilis O.Gruss & Roellke, 1992

Phalaenopsis fimbriata f. alba O.Gruss & Roellke ex Christenson, 2001

Phalaenopsis fimbriata subsp. sumatrana (J.J.Sm.) Christenson, 2001

## Coltivazione
Questa pianta è bene coltivata in panieri appesi, su supporto di sughero oppure su felci arboree e richiede in coltura esposizione all'ombra, temendo la luce diretta del sole, e temperature calde nel periodo della fioritura che è consigliabile abbassare nella fase di riposo vegetativo..